# 존 아걸

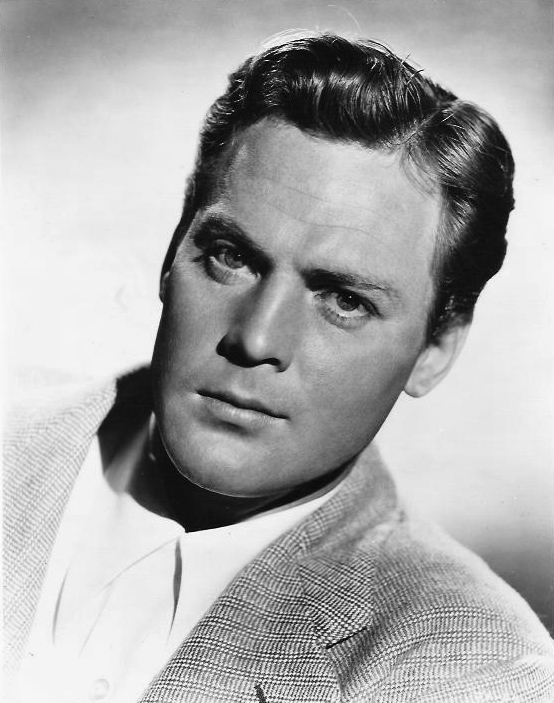

존 에이가(John Agar, 1921년 1월 31일 ~ 2002년 4월 7일)는 미국의 배우이다.
시카고에서 태어났으며 버뱅크에서 사망하였다. 사인은 폐기종이다.

## 출연 작품
- 네이키드 몬스터 (2005년)
- 보디 백 (1993년)
- 사랑의 본능 (1992년)
- 완벽한 신부 (1991년)
- 공포의 그림자 (1990년)
- 심야의 공포 (1990년)
- 최후의 카운트다운(영어판) (1989년)
- 킹콩 (1976년)
- 빅 제이크 (1971년)
- 철인들 (1969년)
- 나잇 프라이트 (1967년)
- 발렌타인 데이의 대학살 (1967년)
- 늪 괴물의 저주 (1966년)
- 저니 투 더 세븐스 플래닛 (1962년)
- 아로스 행성에서 온 뇌 (1957년)
- 두더지 인간 (1956년)
- 먼지 속의 별 (1956년)
- 타란툴라 (1955년)
- 살인 방패 (1954년)
- 어롱 더 그레이트 디바이드 (1951년)
- 더 매직 카펫 (1951년)
- 발티모어의 모험 (1949년)
- 황색 리본을 한 여자 (1949년)
- 유황도의 모래 (1949년)
- 아파치요새 (1948년)